# Powiat Brodnicki
Der Powiat Brodnicki ist ein Powiat (Kreis) in der Woiwodschaft Kujawien-Pommern in Polen. Der Powiat hat eine Fläche von 1038,8 km², auf der etwa 79.000 Einwohner leben.

## Gemeinden
Der Powiat umfasst zehn Gemeinden, davon eine Stadtgemeinde, zwei Stadt-und-Land-Gemeinden und sieben Landgemeinden.
Stadtgemeinde:
| polnischer Name | deutscher Name bis 1945  | Einwohner (30. Juni 2019) | Fläche (km²) |
| --------------- | ------------------------ | ------------------------- | ------------ |
| Brodnica        | Strasburg in Westpreußen | 28.788                    | 22,87        |

Stadt-und-Land-Gemeinden:
| polnischer Name     | deutscher Name bis 1945 | Einwohner (30. Juni 2019) | Fläche (km²) |
| ------------------- | ----------------------- | ------------------------- | ------------ |
| Górzno              | Gorzno                  | 3.902                     | 119,38       |
| Jabłonowo Pomorskie | Jablonowo               | 8.914                     | 134,36       |

Landgemeinden:
| polnischer Name | deutscher Name bis 1945                | Einwohner (30. Juni 2019) | Fläche (km²) |
| --------------- | -------------------------------------- | ------------------------- | ------------ |
| Bartniczka      | Bartniczka                             | 4.712                     | 83,35        |
| Bobrowo         | Bobrau                                 | 6.299                     | 146,28       |
| Brodnica        | Strasburg in Westpreußen               | 8.445                     | 126,96       |
| Brzozie         | Polnisch Brzozie, 1942–1945: Altbrosen | 3.800                     | 93,74        |
| Osiek           | Osiek, 1942–1945: Lindenschanz         | 4.014                     | 75,12        |
| Świedziebnia    | Swiedziebnia, 1942–1945: Schwetheim    | 5.185                     | 103,83       |
| Zbiczno         | Zbiczno, 1942–1945: Wilhelmsberg       | 4.876                     | 132,90       |